# Шашић
Шашић је српско и хрватско презиме. Познати људи са овим презименом су:
- Милан Шашић (1958), хрватски фудбалски менаџер
- Жељко Шашић (1969), српски поп-фолк певач.